# Exocoelactis tuberosa
Exocoelactis tuberosa is een zeeanemonensoort uit de familie Exocoelactiidae.
Exocoelactis tuberosa is voor het eerst wetenschappelijk beschreven door Hertwig in 1882.